# اشرف‌السلطنه
عزت ملک خانم اشرف‌السلطنه (۱۸۶۳ در کرمانشاه - ۱۹۱۴ در مشهد) عکاس ایرانی دوران قاجار بود که از او به عنوان یکی از نخستین زنان عکاس و روزنامه‌نگار آن دوره یاد می‌شود. او همچنین مسئولیت پاکنویس خاطرات همسرش اعتمادالسلطنه را به عهده داشت و پس از فوت اعتمادالسلطنه این کتابچه را که توقیف شده بود از مظفرالدین شاه پس گرفت و تا پایان عمر از آن نگهداری کرد. این کتاب تحت عنوان روزنامه خاطرات اعتمادالسلطنه در ۱۹۶۶ میلادی منتشر شد و نسبت به زندگی در دربار و شخصیت ناصرالدین شاه در خلال سدۀ نوزدهم بینشی فراهم می‌کرد.

## زندگی
عزت ملک خانم در سال ۱۸۶۳ در کرمانشاه به دنیا آمد. پدرش امام‌قلی میرزا عمادالدوله حاکم غرب ایران و پسر محمدعلی دولتشاه بود. او نوۀ‌ بزرگ فتحعلی‌شاه قاجار دومین پادشاه سلسلۀ قاجار در ایران بود. او در سال ۱۸۷۱ به عنوان همسر دوم با محمد حسن‌خان اعتمادالسلطنه ازدواج کرد و به همراه او به تهران رفت. همسر او عضو عالی‌رتبۀ‌ دربار بود که به عنوان مترجم و کاتب خصوصی پادشاه ناصرالدین‌شاه قاجار خدمت می‌کرد. عزت ملک خانم پس از آن‌که همسرش در سال ۱۸۸۷ لقب اعتمادالسلطنه دریافت کرد، به اشرف‌السلطنه ملقب شد.
اشرف‌السلطنه تحت آموزش معمول برای اعضای حرم‌سرای دربار قرار گرفت و آشپزی و خیاطی آموخت. او همچنین به مطالعۀ تاریخ و طب پرداخت، موضوعات معمولی زنانۀ شعر و موسیقی را رها کرد،‌ و به تخته‌نرد و شطرنج پرداخت. علاوه بر این از همسرش زبان فرانسوی و از برادرش سلطان محمد میرزا عکاسی آموخت. او هم با شاه و هم با همسر بانفوذ او یعنی انیس‌الدوله دوست بود. اشرف‌السلطنه زنی باعزت‌نفس و دارای اعتماد به نفس بود، و حتی گاه با اعضای خانوادۀ سلطنتی نیز به مخالفت برمی‌خاست. برادرزاده‌اش یمان‌الدوله او را زنی با ویژگی‌های مردانه توصیف کرده که نمایندۀ غیرمعمولی برای جنسیت خود بود. تبار او که روابطی را در درون حرم‌سرای دربار برایش ایجاد کرده‌بود، دسترسی به شایعات و فتنه‌های دربار و اطلاعاتی را برای او فراهم آورده‌بود که برای همسرش در درگیری‌های سیاسی حیاتی بود، و به‌واسطۀ آن قدرتی داشت که در دربار به دخالت بپردازد. اشرف‌السلطنه برای اعتمادالسلطنه در حکم محرم اسرار و یک استراتژیست قابل اعتماد بود.
از آنجا که اشرف‌السلطنه نمی‌توانست فرزندی داشته‌باشد، با روابط همسرش با روسپیان، خدمتکاران و پسران جوان تا جایی که به بارداری نمی‌انجامید مدارا می‌کرد. با این حال او که می‌دانست داشتن فرزند می‌تواند از طریق ارتقای یک خدمتکار به موقعیتی بالاتر در اهل حرم، منجر به کاهش قدرت او شود، از شوهرش می‌خواست تمام روابطش را با آن‌ها با جزئیات برایش شرح دهد. این مسائل در خاطرات اعتمادالسلطنه ثبت شده و با وجود اینکه اعتمادالسلطنه از همسر اولش دارای یک فرزند بود، به خاطر تلاش برای آرام کردن همسرش خود را به کرّات در خاطراتش به لحاظ جنسی ناتوان نشان می‌دهد. در روزگاری که زنان منزوی از جامعه و مطیع شوهران‌شان بودند، جنسیت اشرف‌السلطنه تأثیر اندکی بر روی زندگی‌اش داشت و او اجازه داشت با استقلال رفتار کند.
یمین‌الدوله و اعتمادالسلطنه گزارش کرده‌اند که اشرف‌السلطنه عکس‌های زیبایی می‌انداخت‌است. در روزگاری که قانون ارتباط میان زنان و مردان را در محیط خارج از خانواده ممنوع کرده‌بود، عکس‌های کمی از زنان تهیه شده‌بود. به جز چند استثنا، عکس‌های مربوط به سوژه‌های مؤنث عمدتاً توسط مسافران خارجی و یا زنان دربار تهیه شد‌ه‌است. برخی از عکس‌های او در درون دربار انداخته‌شده و او همچنین عکس بسیار معروفی از ناصرالدین‌شاه هم تهیه کرده‌است. دیگر عکس‌های او به کتاب خاطرات اعتمادالسلطنه ملحق شده است. اشرف‌السلطنه عموماً‌ به‌عنوان نخستین زن عکاس در ایران شناخته می‌شود، و خواهران او عذرا و فاطمه که تصاویری از دربار تهیه کردند و همچنین شخصی به نام دوشیزه حداد که تصاویری در فضای عمومی میدان شاهپور تهیه کرد نیز به دنبال او به عکاسی پرداختند.
اعتمادالسلطنه خاطرات روزانۀ دقیقی از زندگی در دربار تهیه کرد و اشرف‌السلطنه یکی از معدود افرادی بود که به این یادداشت‌های خصوصی دسترسی داشت. اعتمادالسلطنه گهگاهی وقایع روزانه را برای اشرف‌السلطنه املا گفته و او به ثبت آن می‌پرداخت. سید فرید قاسمی تاریخ‌نگار مطبوعات ایران پس از کشف ۹ مقالۀ او که در همکاری با اعتمادالسلطنه و در زمانی که وی مسئول مطبوعات ایران بوده نگاشته شده، از اشرف‌السلطنه به عنوان نخستین زن روزنامه‌نگار ایران و همچنین نخستین عکاس یاد کرده‌است. پس از مرگ اعتمادالسلطنه در آوریل ۱۸۹۶، نوشته‌های او به شاه رسید،‌ اما ناصرالدین‌شاه یک ماه بعد به قتل رسید و اشرف‌السلطنه خواهان بازگرداندن خاطرات روزانۀ‌ شوهرش شد. اشرف‌السلطنه برای بار دوم با سید حسین نایب‌التولیه (نایب‌التولیه عرب) ازدواج و به مشهد نقل مکان کرد. مظفرالدین‌شاه قاجار در سال ۱۹۰۳ یادداشت‌های خاطرات اعتمادالسلطنه را به اشرف‌السلطنه بازگرداند که تا زمان مرگ وی نزد او باقی ماند.

## مرگ و میراث
اشرف‌السلطنه در سال ۱۹۱۴ در مشهد درگذشت و در قبرستان دارالسیاده به خاک سپرده شد. او وصیت کرد خاطرات همسر اولش را به کتابخانۀ حرم امام رضا در مشهد سپرده‌شود. خاطرات اعتمادالسلطنه در سال ۱۹۶۶ منتشر شد و اطلاعات بسیاری را نه تنها در رابطه با زندگی سیاسی و فرهنگی در ایران سدۀ نوزدهم، بلکه همچنین بینشی شخصی را دربارۀ زندگی و شخصیت ناصرالدین‌شاه فراهم کرد. زندگی‌نامۀ اشرف‌السلطنه هشت سال پس از مرگ او توسط سلطان احمد دولتشاهی یمین‌الدوله نوشته‌شد.